# Rio do Sul
Rio do Sul é um município brasileiro do estado de Santa Catarina. Localiza-se a uma latitude 27º12'51" sul e a uma longitude 49º38'35" oeste (entre a Serra do Mar e a Serra Geral), estando a uma altitude de 339,88 metros acima do nível do mar. O Ponto culminante está localizado na Serra do Mirador, com 824m de altitude. Sua população é de 72.587 habitantes, conforme dados do Censo 2022 do IBGE.
Principal município da região do Alto Vale do Itajaí, faz divisa com os municípios de Laurentino, Agronômica, Aurora, Lontras, Ibirama e Presidente Getúlio.
Um cartão postal é sua Igreja matriz (Catedral de São João Batista), construída pelos Salesianos. Outras construções importantes são a Ponte dos Arcos, a Estação Ferroviária e algumas edificações em estilo alemão. Também no município encontra-se o local onde nasce o Rio Itajaí-Açu (do encontro dos rios Itajaí do Sul e Itajaí do Oeste).

## Clima
De clima temperado úmido,a temperatura média anual é de 18 °C (max: 40 °C; min: 0 °C),com possibilidade de geadas no inverno, temperaturas negativas e raramente a possibilidade de nevar.

### Enchentes

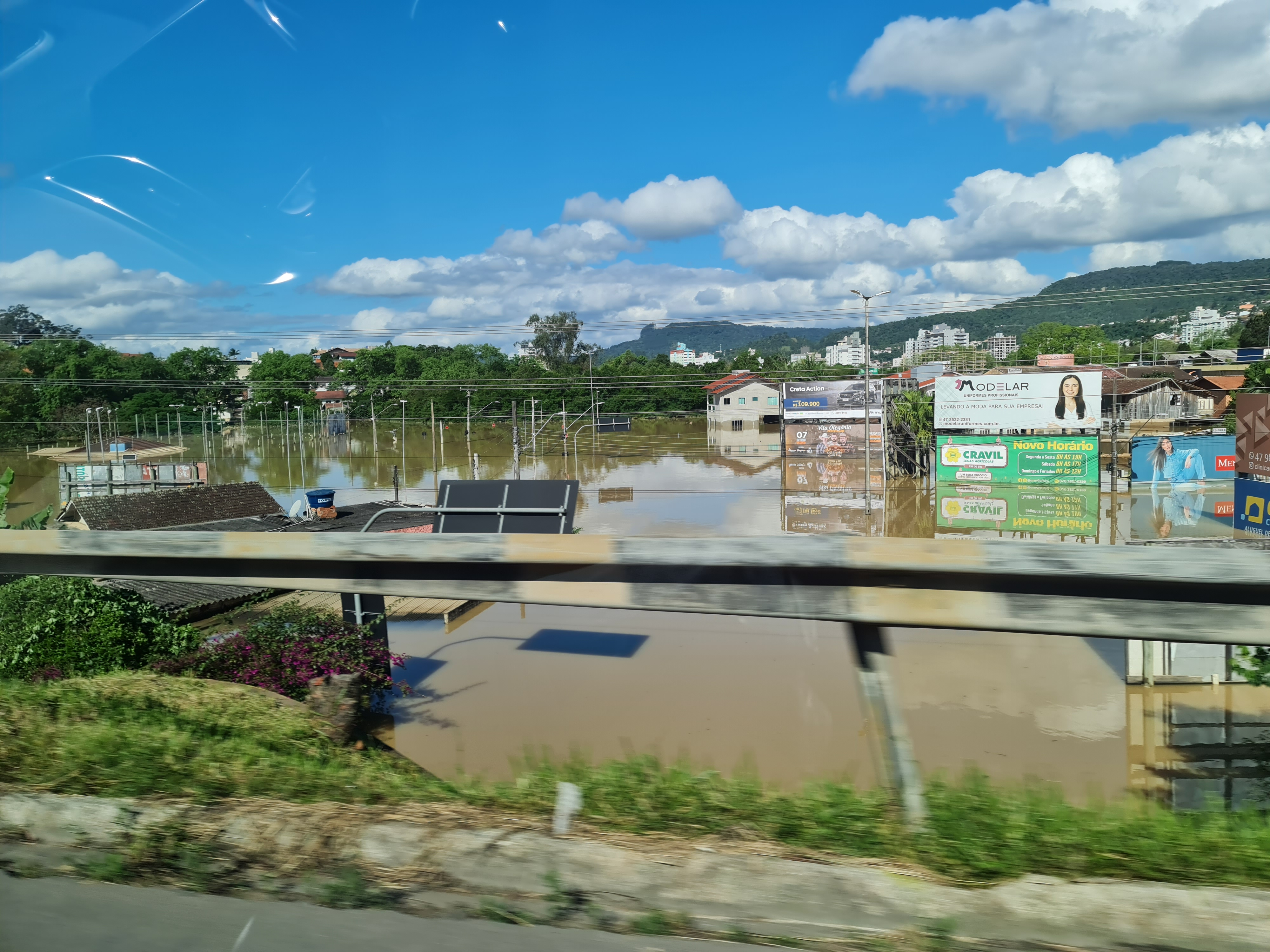
Enchente em Rio do Sul em outubro de 2023

Rio do Sul tem um histórico longo de enchentes, pois no centro do município existe a confluência de dois rios, o Itajaí do Sul e Itajaí do Oeste, que ao se juntarem formam o Itajaí-Açu, fazendo com que a cidade sofra ciclicamente com grandes cheias. Ocorrem também as famosas "mini enchentes", onde a elevação das águas não chega a ultrapassar os sete metros, sendo estas mais comuns e afetam a rotina de grande parte população.
As maiores cheias que se tem notícia nos últimos anos são as dos anos de 1983 (13,58 metros) 1984 (12,80) 2011 (12,96) outubro de 2023 (11,86) e novembro de 2023 (13,04), causando muitos prejuízos e destruição.
Outra enchentes significativas ocorreram em setembro de 2013, na qual o nível das águas atingiu os 10,39 metros; em outubro de 2015, quando o nível do rio chegou em 10,71 metros; e em junho de 2017, ocasião em que alcançou 10,89 metros.

## Economia
O município destaca-se na área industrial, com foco nos setores metalmecânico, eletrônico e vestuário (principalmente na confecção de jeans).
No setor agropecuário, destaca-se pela produção de leite, suinocultura e avicultura. Vem apresentando também nos últimos anos forte crescimento na construção civil e no desenvolvimento de software.

### Indicadores
- Índice de Desenvolvimento Social: alto
- Estabelecimentos industriais: 415 (2004)
- Estabelecimentos comerciais: 1204 (2004)
- Prestadores de serviços: 1876 (2004)
- PIB: R$ 3,14 bilhões (IBGE - 2020)
- PIB per capita: R$ 43,266,93 (IBGE - 2020)
- Exportações: US$ 80,5 milhões (2004) - mais de 40% do total do Alto Vale
- Importações: US$ 2,6 milhões (2004)
- Arrecadação de ICMS: R$ 108,6 milhões (2004)

### Divisão do PIB
| Fonte        | Participação(%) |
| ------------ | --------------- |
| Agropecuária | 0,3             |
| Indústria    | 41,5            |
| Serviços     | 47,1            |
| Impostos     | 11,1            |

## Demografia
Dados do censo demográfico (IBGE):
- População masculina: 29.978 (Censo 2010)
- População feminina:  31.220 (censo 2010)
- População total: 72.587 (Censo 2022)
- Taxa de crescimento anual: 1,42% (Censo 2022)
- População urbana: 56.785 (Censo 2010)
- População rural: 4.413 (Censo 2010)
- Expectativa de vida ao nascer: 76,02 anos (Censo 2010)

## Cultura
Rio do Sul possui forte influência germânica e italiana na cultura de seu povo, tanto na arquitetura quanto nos costumes locais. É comum encontrar em bairros e valadas mais afastadas pessoas que ainda preservam a culinária e idioma de seus antepassados de forma presente no dia a dia.

## Esportes

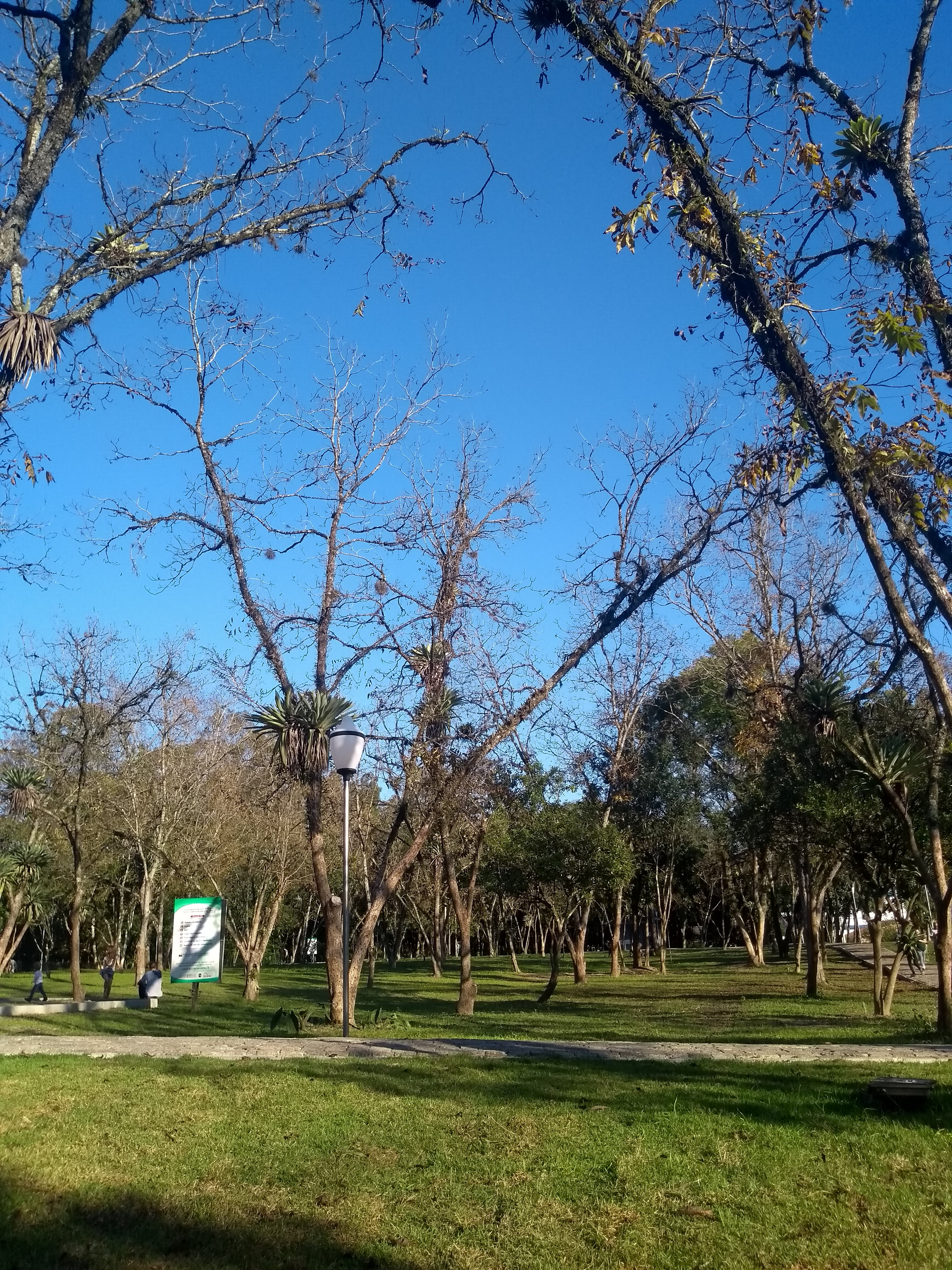
Parque Harry Hobus em Rio do Sul

Sempre obteve boas participações nos Jogos Abertos de Santa Catarina (JASC), principalmente nas categorias de bolão e xadrez.
No futebol, teve quatro equipes de relativo destaque a nível estadual:
- Juventus Atlético Clube, duas vezes vice-campeão catarinense (1973 e 1976), e vencedor do Torneio Centro-Sul Brasileiro de 1969
- Rio do Sul Esporte Clube, que em 1980 teve o artilheiro do Campeonato Catarinense (Volnei Frederico - 25 gols)
- Clube Atlético Alto Vale, campeão do segundo turno do Campeonato Catarinense de 2000, e campeão da segunda divisão catarinense em 1996
- Santa Catarina Clube, clube profissional que, associado ao clube amador Rio do Sul Futebol Clube, passou a ter sua sede em Rio do Sul, sendo campeão da terceira divisão catarinense em 2022. Em 2024, sagrou-se vice-campeão da segunda divisão catarinense, classificando-se para a disputa do Campeonato Catarinense de 2025.

Já no futsal, foi campeã catarinense com a Nerede, em 1994, e vice em 1992. Ambas as finais foram contra a Sadia, de Concórdia.
Rio do Sul tem importante contribuição nacional no desenvolvimento e na história do bicicross (ou BMX), com destaque para dois grandes atletas rio-sulenses: Adriano Medeiros (primeiro campeão mundial brasileiro) e Robson Telles (multi-campeão nacional).
Em junho de 2009 foi criado o Kuaray Clube de Orientação, para a prática e o desenvolvimento do esporte orientação. Obteve, com o atleta Marcelo Arnoldo Hoffmann, o segundo lugar no Campeonato Brasileiro de Orientação - CAMBOR 2009.
Rio do Sul também conta com a atual e três vezes campeã brasileira de xadrez Vanessa Feliciano, e é considerada a maior enxadrista da história no Brasil. No xadrez masculino, a cidade já contou com o atleta Thiago Nascimento, campeão estadual diversas vezes em torneios rápidos por categoria, e já chegou na quarta colocação em torneio nacional.

### Superliga Brasileira de Voleibol

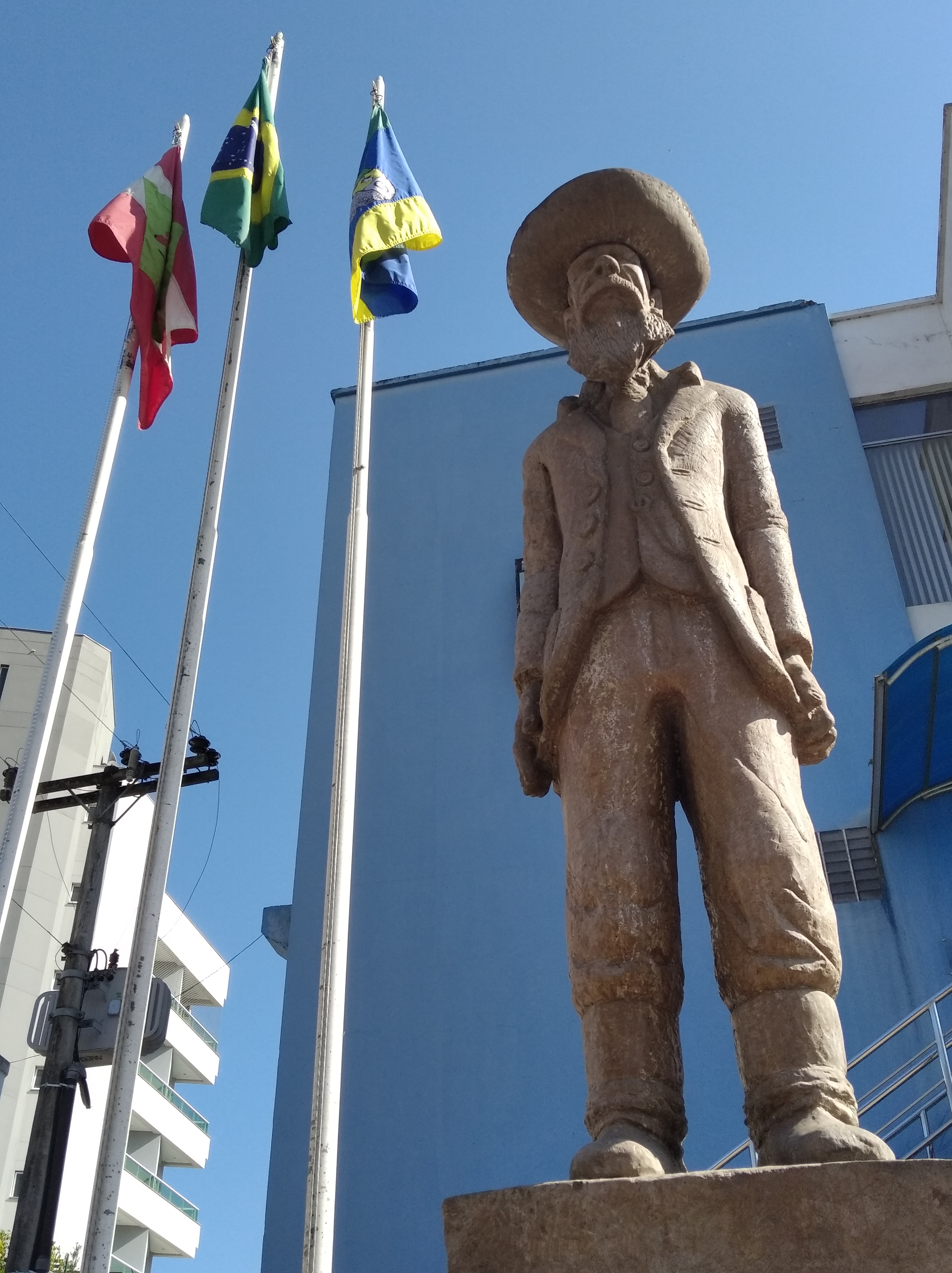
Homenagem a Basílio Corrêa de Negredo, fundador da cidade.

Rio do Sul integrou-se a Superliga Feminina Brasileira de Voleibol patrocinada pela prefeitura de Rio do Sul e pelas empresas Equibrasil, Pamplona Alimentos e Nutrifarma.
A equipe conta com as levantadoras Giovana Gasparini e Luciana Bezerra, com as ponteiras Ju Nogueira, Fernanda, Juliana Paz, Isabela, Vanessa e Gabi, com as opostas Duda e Helô, com as centrais Camila Paracatú, Fran, Mimi Sosa e Jéssica, com as líberos Tatiana e Nanda, e com o experiente técnico Spencer Lee.
Na superliga 2015/2016, a equipe de Rio do Sul ficou conhecida por, apesar do baixo investimento em relação a outras equipes, montar uma equipe extremamente aguerrida. Com as estrangeiras Tatiana e Mimi Sosa, Spencer comanda o time de Rio do Sul a colocações históricas na Superliga.
Rio do Sul é conhecido também por possuir uma torcida impactante. A equipe de vôlei da cidade foi desativada em 2017, apesar do esforço de seus dirigentes. A equipe acabou decidindo por não participar da Super Liga 2017/2018 a poucos dias de seu inicio, e assim encerrou uma bonita história de 8 anos.

## Turismo
- Encontro dos Rios

Para apreciar o rio, existia um mirante dentro do Parque Universitário Norberto Frahm, que apresentava um painel da bacia hidrográfica da região em fotos antigas e atuais. Este se deteriorou devido as últimas enchentes.
- Morro dos Três Picos

Situado na Serra Taboão, com 965 metros.
- Pico da Bandeira

Com 847 metros de altura, onde é possível observar quase toda a cidade e trilhas nas quais é possível observar a flora nativa.
- Catedral São João Batista

Após a inauguração da pedra fundamental, em 1949, a Catedral São João Batista começou a ser construída em 1950. A construção neogótica, de localização elevada e privilegiada no centro da cidade, foi concluída em 1957. Em seu interior, a Catedral ostenta técnicas construtivas expressivas e singulares, mão de obra apurada, nichos que contêm imagens sacras numa proporção estudada. Abóbadas, colunas, altar principal decorado em mármore, pinturas nas paredes e teto com variadas luminárias. Nos vitrais da Catedral, pode-se encontrar os nomes de famílias benfeitoras, da região. A construção, um dos cartões postais de Rio do Sul, símbolo do Alto Vale, é fruto do trabalho do arquiteto Simão Gramlich e do engenheiro Gino Alberto de Lotto e foi erguida no lugar da antiga Igreja Matriz.